# .az
(az.) دامنه اینترنتی جمهوری آذربایجان است.